# Lijst van spoorwegstations in het Verenigd Koninkrijk - M
Dit is een lijst van spoorwegstations in het Verenigd Koninkrijk waarvan de naam begint met een M.
| Station                  | Code | Graafschap/ County/ City | District                  | Beheerder                    | Passagiers in/uit 2004-2005 (mln) | Passagiers in/uit 2005-2006 (mln) | Passagiers in/uit 2006-2007 (mln) | Passagiers in/uit 2007-2008 (mln) | Passagiers in/uit 2008-2009 (mln) |
| ------------------------ | ---- | ------------------------ | ------------------------- | ---------------------------- | --------------------------------- | --------------------------------- | --------------------------------- | --------------------------------- | --------------------------------- |
| Macclesfield             | MAC  | Cheshire                 | Macclesfield              | Virgin Trains                | 0,713                             | 0,915                             | 1,086                             | 1,171                             | 1,134                             |
| Machynlleth              | MCN  | Powys                    |                           | Transport for Wales          | 0,09                              | 0,092                             | 0,099                             | 0,104                             | 0,107                             |
| Maesteg                  | MST  | Bridgend                 |                           | Transport for Wales          | 0,137                             | 0,139                             | 0,16                              | 0,158                             | 0,172                             |
| Maesteg Ewenny Road      | MEW  | Bridgend                 |                           | Transport for Wales          | 0,003                             | 0,003                             | 0,004                             | 0,005                             | 0,004                             |
| Maghull                  | MAG  | Merseyside               | Sefton                    | Merseyrail                   | 0,432                             | 0,502                             | 0,61                              | 0,697                             | 2,144                             |
| Maiden Newton            | MDN  | Dorset                   | West Dorset               | Great Western Railway        | 0,018                             | 0,018                             | 0,016                             | 0,018                             | 0,022                             |
| Maidenhead               | MAI  | Windsor and Maidenhead   |                           | Great Western Railway        | 3,272                             | 3,38                              | 3,609                             | 3,682                             | 3,655                             |
| Maidstone Barracks       | MDB  | Kent                     | Maidstone                 | Southeastern                 | 0,001                             | 0,003                             | 0,004                             | 0                                 | 0                                 |
| Maidstone East           | MDE  | Kent                     | Maidstone                 | Southeastern                 | 0,83                              | 0,87                              | 1,877                             | 1,979                             | 2,089                             |
| Maidstone West           | MDW  | Kent                     | Maidstone                 | Southeastern                 | 1,191                             | 1,291                             | 0,415                             | 0,551                             | 0,563                             |
| Malden Manor             | MAL  | Groot-Londen             | Kingston upon Thames      | South West Trains            | 0,285                             | 0,268                             | 0,736                             | 0,68                              | 0,585                             |
| Mallaig                  | MLG  | Highland                 |                           | ScotRail                     | 0,07                              | 0,066                             | 0,067                             | 0,063                             | 0,065                             |
| Malton                   | MLT  | North Yorkshire          | Ryedale                   | First TransPennine Express   | 0,237                             | 0,252                             | 0,271                             | 0,282                             | 0,282                             |
| Malvern Link             | MVL  | Worcestershire           | Malvern Hills             | West Midland Trains          | 0,179                             | 0,201                             | 0,217                             | 0,227                             | 0,236                             |
| Manchester Airport       | MIA  | Greater Manchester       | Manchester                | First TransPennine Express   | 1,576                             | 1,799                             | 1,96                              | 2,159                             | 2,622                             |
| Manchester Oxford Road   | MCO  | Greater Manchester       | Manchester                | Northern Rail                | 0,562                             | 0,625                             | 4,331                             | 1,25                              | 5,067                             |
| Manchester Piccadilly    | MAN  | Greater Manchester       | Manchester                | Network Rail                 | 18,959                            | 21,231                            | 14,514                            | 20,385                            | 20,132                            |
| Manchester Victoria      | MCV  | Greater Manchester       | Manchester                | Northern Rail                | 0,467                             | 0,488                             | 5,06                              | 4,006                             | 5,79                              |
| Manea                    | MNE  | Cambridgeshire           | Fenland                   | National Express East Anglia | 0,004                             | 0,003                             | 0,002                             | 0,003                             | 0,003                             |
| Manningtree              | MNG  | Essex                    | Tendring                  | National Express East Anglia | 0,72                              | 0,708                             | 0,865                             | 0,91                              | 0,834                             |
| Manor Park               | MNP  | Groot-Londen             | Newham                    | National Express East Anglia | 0,694                             | 0,657                             | 1,292                             | 1,443                             | 1,232                             |
| Manor Road               | MNR  | Merseyside               | Wirral                    | Merseyrail                   | 0,113                             | 0,117                             | 0,119                             | 0,124                             | 0,356                             |
| Manorbier                | MRB  | Pembrokeshire            |                           | Transport for Wales          | 0,004                             | 0,004                             | 0,004                             | 0,005                             | 0,006                             |
| Manors                   | MAS  | Tyne and Wear            | Newcastle upon Tyne       | Northern Rail                | 0,002                             | 0,001                             | 0,001                             | 0,001                             | 0,003                             |
| Mansfield                | MFT  | Nottinghamshire          | Mansfield                 | East Midlands Railway        | 0,375                             | 0,379                             | 0,361                             | 0,344                             | 0,349                             |
| Mansfield Woodhouse      | MSW  | Nottinghamshire          | Mansfield                 | East Midlands Railway        | 0,121                             | 0,127                             | 0,129                             | 0,13                              | 0,142                             |
| March                    | MCH  | Cambridgeshire           | Fenland                   | National Express East Anglia | 0,266                             | 0,277                             | 0,297                             | 0,293                             | 0,305                             |
| Marden                   | MRN  | Kent                     | Maidstone                 | Southeastern                 | 0,226                             | 0,237                             | 0,233                             | 0,273                             | 0,279                             |
| Margate                  | MAR  | Kent                     | Thanet                    | Southeastern                 | 0,585                             | 0,595                             | 0,66                              | 0,672                             | 0,653                             |
| Market Harborough        | MHR  | Leicestershire           | Harborough                | East Midlands Railway        | 0,575                             | 0,594                             | 0,661                             | 0,702                             | 0,718                             |
| Market Rasen             | MKR  | Lincolnshire             | West Lindsey              | East Midlands Railway        | 0,042                             | 0,041                             | 0,045                             | 0,043                             | 0,044                             |
| Markinch                 | MNC  | Fife                     |                           | ScotRail                     | 0,16                              | 0,17                              | 0,19                              | 0,214                             | 0,236                             |
| Marks Tey                | MKT  | Essex                    | Colchester                | National Express East Anglia | 0,384                             | 0,4                               | 0,432                             | 0,46                              | 0,444                             |
| Marlow                   | MLW  | Buckinghamshire          | Wycombe                   | Great Western Railway        | 0,293                             | 0,302                             | 0,3                               | 0,293                             | 0,275                             |
| Marple                   | MPL  | Greater Manchester       | Stockport                 | Northern Rail                | 0,308                             | 0,321                             | 0,314                             | 0,335                             | 0,427                             |
| Marsden                  | MSN  | West Yorkshire           | Kirklees                  | Northern Rail                | 0,1                               | 0,105                             | 0,11                              | 0,122                             | 0,153                             |
| Marske                   | MSK  | Redcar and Cleveland     |                           | Northern Rail                | 0,066                             | 0,072                             | 0,073                             | 0,071                             | 0,077                             |
| Marston Green            | MGN  | West Midlands            | Solihull                  | West Midland Trains          | 0,187                             | 0,187                             | 0,183                             | 0,182                             | 0,329                             |
| Martin Mill              | MTM  | Kent                     | Dover                     | Southeastern                 | 0,033                             | 0,034                             | 0,038                             | 0,041                             | 0,039                             |
| Martins Heron            | MAO  | Bracknell Forest         |                           | South West Trains            | 0,523                             | 0,529                             | 0,565                             | 0,548                             | 0,519                             |
| Marton                   | MTO  | Redcar and Cleveland     |                           | Northern Rail                | 0,004                             | 0,003                             | 0,004                             | 0,005                             | 0,007                             |
| Maryhill                 | MYH  | Glasgow City             |                           | ScotRail                     | 0,045                             | 0,049                             | 0,053                             | 0,056                             | 0,077                             |
| Maryland                 | MYL  | Groot-Londen             | Newham                    | National Express East Anglia | 0,197                             | 0,197                             | 0,45                              | 0,504                             | 0,431                             |
| Maryport                 | MRY  | Cumbria                  | Allerdale                 | Northern Rail                | 0,059                             | 0,061                             | 0,06                              | 0,082                             | 0,059                             |
| Matlock                  | MAT  | Derbyshire               | Derbyshire Dales          | East Midlands Railway        | 0,092                             | 0,091                             | 0,092                             | 0,093                             | 0,111                             |
| Matlock Bath             | MTB  | Derbyshire               | Derbyshire Dales          | East Midlands Railway        | 0,021                             | 0,022                             | 0,023                             | 0,024                             | 0,034                             |
| Mauldeth Road            | MAU  | Greater Manchester       | Manchester                | Northern Rail                | 0,119                             | 0,148                             | 0,16                              | 0,169                             | 0,221                             |
| Maxwell Park             | MAX  | Glasgow City             |                           | ScotRail                     | 0,119                             | 0,131                             | 0,131                             | 0,232                             | 0,258                             |
| Maybole                  | MAY  | South Ayrshire           |                           | ScotRail                     | 0,049                             | 0,05                              | 0,05                              | 0,053                             | 0,058                             |
| Maze Hill                | MZH  | Groot-Londen             | Greenwich                 | Southeastern                 | 0,54                              | 0,565                             | 0,786                             | 0,838                             | 0,788                             |
| Meadowhall Interchange   | MHS  | South Yorkshire          | Sheffield                 | Northern Rail                | 1,289                             | 1,305                             | 1,233                             | 1,221                             | 1,695                             |
| Meldreth                 | MEL  | Cambridgeshire           | South Cambridgeshire      | Govia Thameslink Railway     | 0,157                             | 0,168                             | 0,196                             | 0,214                             | 0,217                             |
| Melksham                 | MKM  | Wiltshire                | West Wiltshire            | Great Western Railway        | 0,027                             | 0,024                             | 0,022                             | 0,038                             | 0,028                             |
| Melton                   | MES  | Suffolk                  | Suffolk Coastal           | National Express East Anglia | 0,021                             | 0,028                             | 0,034                             | 0,037                             | 0,042                             |
| Melton Mowbray           | MMO  | Leicestershire           | Melton                    | East Midlands Railway        | 0,225                             | 0,245                             | 0,233                             | 0,235                             | 0,244                             |
| Menheniot                | MEN  | Cornwall                 | Caradon                   | Great Western Railway        | 0,006                             | 0,004                             | 0,004                             | 0,004                             | 0,005                             |
| Menston                  | MNN  | West Yorkshire           | Bradford                  | Northern Rail                | 0,33                              | 0,347                             | 0,374                             | 0,376                             | 0,451                             |
| Meols                    | MEO  | Merseyside               | Wirral                    | Merseyrail                   | 0,197                             | 0,197                             | 0,21                              | 0,208                             | 0,619                             |
| Meols Cop                | MEC  | Merseyside               | Sefton                    | Northern Rail                | 0,027                             | 0,032                             | 0,039                             | 0,044                             | 0,057                             |
| Meopham                  | MEP  | Kent                     | Gravesham                 | Southeastern                 | 0,288                             | 0,283                             | 0,307                             | 0,328                             | 0,326                             |
| Merryton                 | MEY  | South Lanarkshire        |                           | ScotRail                     |                                   | 0,02                              | 0,081                             | 0,098                             | 0,1                               |
| Merstham                 | MHM  | Surrey                   | Reigate and Banstead      | Southern                     | 0,488                             | 0,511                             | 0,553                             | 0,61                              | 0,613                             |
| Merthyr Tydfil           | MER  | Merthyr Tydfil           |                           | Transport for Wales          | 0,3                               | 0,294                             | 0,296                             | 0,302                             | 0,321                             |
| Merthyr Vale             | MEV  | Merthyr Tydfil           |                           | Transport for Wales          | 0,031                             | 0,028                             | 0,033                             | 0,03                              | 0,034                             |
| Metheringham             | MGM  | Lincolnshire             | North Kesteven            | East Midlands Railway        | 0,097                             | 0,108                             | 0,122                             | 0,101                             | 0,107                             |
| MetroCentre              | MCE  | Tyne and Wear            | Gateshead                 | Northern Rail                | 0,376                             | 0,376                             | 0,373                             | 0,384                             | 0,382                             |
| Mexborough               | MEX  | South Yorkshire          | Doncaster                 | Northern Rail                | 0,187                             | 0,199                             | 0,184                             | 0,177                             | 0,32                              |
| Micheldever              | MIC  | Hampshire                | City of Winchester        | South West Trains            | 0,059                             | 0,076                             | 0,088                             | 0,108                             | 0,118                             |
| Micklefield              | MIK  | West Yorkshire           | City of Leeds             | Northern Rail                | 0,123                             | 0,13                              | 0,138                             | 0,138                             | 0,184                             |
| Middlesbrough            | MBR  | Middlesbrough            |                           | First TransPennine Express   | 1,121                             | 1,201                             | 1,242                             | 1,301                             | 1,349                             |
| Middlewood               | MDL  | Greater Manchester       | Stockport                 | Northern Rail                | 0,009                             | 0,01                              | 0,014                             | 0,017                             | 0,022                             |
| Midgham                  | MDG  | West Berkshire           |                           | Great Western Railway        | 0,025                             | 0,025                             | 0,024                             | 0,024                             | 0,026                             |
| Milford                  | MLF  | Surrey                   | Waverley                  | South West Trains            | 0,175                             | 0,179                             | 0,187                             | 0,232                             | 0,231                             |
| Milford Haven            | MFH  | Pembrokeshire            |                           | Transport for Wales          | 0,04                              | 0,041                             | 0,046                             | 0,052                             | 0,055                             |
| Mill Hill (Lancashire)   | MLH  | Blackburn with Darwen    |                           | Northern Rail                | 0,037                             | 0,04                              | 0,045                             | 0,043                             | 0,045                             |
| Mill Hill Broadway       | MIL  | Groot-Londen             | Barnet                    | Govia Thameslink Railway     | 0,965                             | 0,973                             | 2,174                             | 2,319                             | 1,929                             |
| Millbrook (Bedfordshire) | MLB  | Bedfordshire             | Mid Bedfordshire          | West Midland Trains          | 0,012                             | 0,013                             | 0,014                             | 0,012                             | 0,014                             |
| Millbrook (Hampshire)    | MBK  | Southampton)             |                           | South West Trains            | 0,021                             | 0,021                             | 0,022                             | 0,029                             | 0,027                             |
| Milliken Park            | MIN  | Renfrewshire             |                           | ScotRail                     | 0,092                             | 0,11                              | 0,118                             | 0,124                             | 0,155                             |
| Millom                   | MLM  | Cumbria                  | Copeland                  | Northern Rail                | 0,203                             | 0,203                             | 0,216                             | 0,249                             | 0,159                             |
| Mills Hill               | MIH  | Greater Manchester       | Rochdale                  | Northern Rail                | 0,165                             | 0,184                             | 0,18                              | 0,198                             | 0,229                             |
| Milngavie                | MLN  | East Dunbartonshire      |                           | ScotRail                     | 0,603                             | 0,717                             | 0,754                             | 0,781                             | 0,956                             |
| Milnrow                  | MLR  | Greater Manchester       | Rochdale                  | Northern Rail                | 0,081                             | 0,084                             | 0,082                             | 0,095                             | 0,103                             |
| Milton Keynes Central    | MKC  | Milton Keynes            |                           | West Midland Trains          | 3,815                             | 4,134                             | 4,557                             | 4,69                              | 4,552                             |
| Minffordd                | MFF  | Gwynedd                  |                           | Transport for Wales          | 0,01                              | 0,01                              | 0,012                             | 0,014                             | 0,014                             |
| Minster                  | MSR  | Kent                     | Thanet                    | Southeastern                 | 0,05                              | 0,058                             | 0,065                             | 0,076                             | 0,08                              |
| Mirfield                 | MIR  | West Yorkshire           | Kirklees                  | Northern Rail                | 0,134                             | 0,149                             | 0,169                             | 0,185                             | 0,26                              |
| Mistley                  | MIS  | Essex                    | Tendring                  | National Express East Anglia | 0,032                             | 0,04                              | 0,043                             | 0,049                             | 0,05                              |
| Mitcham Eastfields       | MTC  | Groot-Londen             | Merton                    | Southern                     |                                   |                                   |                                   |                                   | 0,199                             |
| Mitcham Junction         | MIJ  | Groot-Londen             | Merton                    | Southern                     | 0,174                             | 0,175                             | 0,278                             | 0,362                             | 0,316                             |
| Mobberley                | MOB  | Cheshire                 | Macclesfield              | Northern Rail                | 0,01                              | 0,011                             | 0,013                             | 0,013                             | 0,015                             |
| Monifieth                | MON  | Angus                    |                           | ScotRail                     | 0,001                             | 0,002                             | 0,002                             | 0,002                             | 0,002                             |
| Monks Risborough         | MRS  | Buckinghamshire          | Wycombe                   | Chiltern Railways            | 0,027                             | 0,022                             | 0,023                             | 0,024                             | 0,023                             |
| Montpelier               | MTP  | Bristol                  |                           | Great Western Railway        | 0,065                             | 0,074                             | 0,077                             | 0,061                             | 0,085                             |
| Montrose                 | MTS  | Angus                    |                           | ScotRail                     | 0,319                             | 0,346                             | 0,348                             | 0,369                             | 0,366                             |
| Moorfields               | MRF  | Merseyside               | Liverpool                 | Merseyrail                   | 0,309                             | 0,384                             | 1,578                             | 2,141                             | 5,142                             |
| Moorside                 | MSD  | Greater Manchester       | Salford                   | Northern Rail                | 0,025                             | 0,026                             | 0,023                             | 0,022                             | 0,032                             |
| Moorthorpe               | MRP  | West Yorkshire           | Wakefield                 | Northern Rail                | 0,146                             | 0,151                             | 0,157                             | 0,154                             | 0,197                             |
| Morar                    | MRR  | Highland                 |                           | ScotRail                     | 0,004                             | 0,004                             | 0,004                             | 0,004                             | 0,003                             |
| Morchard Road            | MRD  | Devon                    | Mid Devon                 | Great Western Railway        | 0,003                             | 0,003                             | 0,002                             | 0,003                             | 0,004                             |
| Morden South             | MDS  | Groot-Londen             | Merton                    | Govia Thameslink Railway     | 0,023                             | 0,027                             | 0,072                             | 0,08                              | 0,072                             |
| Morecambe                | MCM  | Lancashire               | Lancaster                 | Northern Rail                | 0,195                             | 0,185                             | 0,189                             | 0,205                             | 0,204                             |
| Moreton (Dorset)         | MTN  | Dorset                   | Purbeck                   | South West Trains            | 0,04                              | 0,042                             | 0,049                             | 0,058                             | 0,053                             |
| Moreton (Merseyside)     | MRT  | Merseyside               | Wirral                    | Merseyrail                   | 0,265                             | 0,271                             | 0,272                             | 0,283                             | 0,753                             |
| Moreton-in-Marsh         | MIM  | Gloucestershire          | Cotswold                  | Great Western Railway        | 0,18                              | 0,178                             | 0,189                             | 0,177                             | 0,185                             |
| Morfa Mawddach           | MFA  | Gwynedd                  |                           | Transport for Wales          | 0,006                             | 0,007                             | 0,008                             | 0,007                             | 0,007                             |
| Morley                   | MLY  | West Yorkshire           | City of Leeds             | Northern Rail                | 0,104                             | 0,137                             | 0,161                             | 0,178                             | 0,27                              |
| Morpeth                  | MPT  | Northumberland           | Castle Morpeth            | Northern Rail                | 0,164                             | 0,177                             | 0,189                             | 0,206                             | 0,227                             |
| Mortimer                 | MOR  | West Berkshire           |                           | Great Western Railway        | 0,183                             | 0,175                             | 0,177                             | 0,182                             | 0,191                             |
| Mortlake                 | MTL  | Groot-Londen             | Richmond upon Thames      | South West Trains            | 1,106                             | 1,088                             | 1,88                              | 2,05                              | 1,879                             |
| Moses Gate               | MSS  | Greater Manchester       | Bolton                    | Northern Rail                | 0,014                             | 0,012                             | 0,013                             | 0,014                             | 0,018                             |
| Moss Side                | MOS  | Lancashire               | Fylde                     | Northern Rail                | 0,003                             | 0,003                             | 0,003                             | 0,003                             | 0,003                             |
| Mossley                  | MSL  | Greater Manchester       | Tameside                  | Northern Rail                | 0,192                             | 0,188                             | 0,181                             | 0,191                             | 0,267                             |
| Mossley Hill             | MSH  | Merseyside               | Liverpool                 | Northern Rail                | 0,111                             | 0,137                             | 0,133                             | 0,134                             | 0,305                             |
| Mosspark                 | MPK  | Glasgow City             |                           | ScotRail                     | 0,079                             | 0,092                             | 0,093                             | 0,1                               | 0,126                             |
| Moston                   | MSO  | Greater Manchester       | Manchester                | Northern Rail                | 0,049                             | 0,052                             | 0,052                             | 0,058                             | 0,077                             |
| Motherwell               | MTH  | North Lanarkshire        |                           | ScotRail                     | 0,962                             | 1,052                             | 1,095                             | 1,097                             | 1,536                             |
| Motspur Park             | MOT  | Groot-Londen             | Merton                    | South West Trains            | 0,606                             | 0,575                             | 1,205                             | 1,245                             | 1,139                             |
| Mottingham               | MTG  | Groot-Londen             | Greenwich                 | Southeastern                 | 0,898                             | 0,917                             | 1,138                             | 1,215                             | 1,154                             |
| Mouldsworth              | MLD  | Cheshire                 | Cheshire West and Chester | Northern Rail                | 0,012                             | 0,014                             | 0,014                             | 0,017                             | 0,021                             |
| Moulsecoomb              | MCB  | Brighton and Hove        |                           | Southern                     | 0,215                             | 0,26                              | 0,275                             | 0,333                             | 0,329                             |
| Mount Florida            | MFL  | Glasgow City             |                           | ScotRail                     | 0,62                              | 0,746                             | 0,782                             | 0,824                             | 0,918                             |
| Mountain Ash             | MTA  | Rhondda Cynon Taf        |                           | Transport for Wales          | 0,109                             | 0,107                             | 0,12                              | 0,115                             | 0,119                             |
| Mount Vernon             | MTV  | Glasgow City             |                           | ScotRail                     | 0,031                             | 0,035                             | 0,037                             | 0,041                             | 0,058                             |
| Muir of Ord              | MOO  | Highland                 |                           | ScotRail                     | 0,024                             | 0,025                             | 0,033                             | 0,039                             | 0,051                             |
| Muirend                  | MUI  | Glasgow City             |                           | ScotRail                     | 0,277                             | 0,29                              | 0,28                              | 0,295                             | 0,345                             |
| Musselburgh              | MUB  | East Lothian             |                           | ScotRail                     | 0,171                             | 0,193                             | 0,203                             | 0,306                             | 0,385                             |
| Mytholmroyd              | MYT  | West Yorkshire           | Calderdale                | Northern Rail                | 0,101                             | 0,107                             | 0,106                             | 0,113                             | 0,143                             |

A · 
B · 
C · 
D · 
E · 
F · 
G · 
H · 
I · 
J · 
K · 
L · 
M · 
N · 
O · 
P · 
Q · 
R · 
S · 
T · 
U · 
V · 
W · 
X · 
Y · 
Z

Alle stations (sorteerbaar)